# Виробництво гнутих профілів
Виробництво гнутих профілів — профілювання металевої заготовки методом послідовної зміни форми металевих листів і смуг в валках профілезгинальних агрегатів. Як матеріал заготовок може використовуватися гарячекатана і холоднокатана легована сталь, алюміній, мідь, цинк, бронза, латунь.
До гнутих профілів відносять швелери і кутики (рівнополичні і нерівнополичні), зетовий і С-подібний профілі, спеціальні профілі для вагонобудування, коритні профілі, гофровані профілі, листові профілі з трапецієподібним гофром. Зазвичай профілезгинальна лінія складається з накопичувача рулонів, завантажувального пристрою (візок, кран-балка), розмотувача, прави́льної машини, робочих клітей, відрізного пристрою, приймального столу, укладальника (штабелера) і автоматизованої системи управління (АСУ). Також до складу профілезгинальної лінії може входити пристрій для обрізки кінців рулонів і їх з'єднання дуговим або точковим зварюванням. Як відрізний пристрій використовують леткі пилки або прес-ножиці. Тип профілезгинального агрегату позначається за допомогою чотирьох чисел (наприклад, 1-3 X 500—1250). Перші два числа характеризують товщину заготовки, два другі — ширину заготовки (в міліметрах).